# TV北海道
株式會社TV北海道（日语：／ Kabushiki-gaisha Terebi Hokkaidō */?），簡稱TVh，是日本的一家以北海道為播出地區的電視台，也是TXN的加盟電視台。TV北海道總部位於札幌市，是北海道最後開播的民營電視台，呼號為JOHI-DTV，遙控器號碼是7頻道。

## 資本構成
下表列出2015年3月31日時TV北海道的主要股東:220：

### 2015年3月31日 - 2016年3月31日
| 資本金   | 發行股份總數 | 股東數 |
| -------- | ------------ | ------ |
| 20億日元 | 40,000股     | 26     |

| 股東             | 持股數  | 比例   |
| ---------------- | ------- | ------ |
| 日本經濟新聞社   | 7,960股 | 19.90% |
| 伊藤組土建       | 4,511股 | 11.27% |
| 北海道新聞社     | 4,000股 | 10.00% |
| 東京電視台       | 2,120股 | 05.30% |
| TVQ九州放送      | 2,072股 | 05.18% |
| 北洋銀行         | 2,000股 | 05.00% |
| 伊藤組           | 2,000股 | 05.00% |
| 石屋製菓         | 1,400股 | 03.50% |
| 中日新聞社       | 1,336股 | 03.34% |
| 讀賣新聞東京本社 | 1,200股 | 03.00% |
| 朝日新聞社       | 1,200股 | 03.00% |
| 富士媒體控股     | 1,200股 | 03.00% |
| 北海道電力       | 1,200股 | 03.00% |
| 定鐵             | 1,200股 | 03.00% |

## 歷史
1985年6月，伊藤組土建時任社長伊藤義郎代表札幌市財界向郵政省要求釋出新台執照。同年12月，郵政省發布了日本全國民營電視4台化以及南北中樞都市5台化的方針，北海道設立第五家民營電視台的環境逐漸成熟:14。1986年，郵政省釋出北海道的第五家民營電視執照，吸引176家公司申請:14-15。在北海道財界的調整下，這些申請統合為TV北海道:15。1988年6月，TV北海道獲得電視播出執照，並在同年8月22日舉辦創立總會，8月24日正式設立:15。TV北海道的總部修建在伊藤組土建提供的土地上，在1988年9月3日動工，1989年8月24日竣工:16。而TV北海道在手稻山的訊號發射站的土地則是修建在王子製紙的所有土地上:10。TV北海道商標中的「TV」二字使用藍色，寓意青空；「h」使用綠色，寓意大地；「T」和「V」中間的紅色圓圈象徵TV北海道的熱情:11。
1989年10月1日早晨6時，TV北海道正式開播，播出範圍覆蓋了北海道52.5%的家庭:14-17。由於北海道面積廣大，轉播局數量眾多，TV北海道無力負擔道北、道東等人口稀少地區的轉播局費用。因此TV北海道決定在類比電視時代暫不建設道北和道東的轉播站，數位電視開播之後再建設覆蓋北海道全道的轉播站:11。1991年9月21日，TV北海道在旭川市設立轉播站，令TV北海道的道內家庭覆蓋率提高到62.7%:19。TV北海道在1993年繼續在室蘭市和函館市新設轉播站，使得80.7%的北海道家庭可以收看到TV北海道的節目:20。這一年TV北海道在黃金時段（19時至22時）的平均收視率達9%，晚間時段（19時至23時）的平均收視率達8%，創下開播至今的最高記錄:61。在1998年的開播10週年前夕，TV北海道舉辦了北日本最大規模級別的跳蚤市場活動:25。
為因應數位電視的播出需求，TV北海道在2004年導入了高畫質電視節目製作設備，令第1攝影棚可以製作高畫質節目:30。2006年6月1日，TV北海道開始播出數位電視訊號。同一天TV北海道還和北海道的其他5家電視台共同播出特別節目，提高數位電視認知度:32-33。翌年TV北海道的旭川、室蘭、函館轉播站亦實現數位化:34。同樣在2006年度和2007年度，TV北海道的全日平均收視率達4.1%，創下開播迄今的最高記錄:61。
2011年7月24日，TV北海道停止播出類比電視訊號，完全進入數位電視時代:38-39。同年TV北海道在釧路市、帶廣市、北見市、網走市設置轉播站，標誌道東地區亦可以開始收看TV北海道的節目:39。2014年和2015年，TV北海道在稚內市、根室市等地設置轉播站，令TV北海道在開播26年後成功實現基本覆蓋北海道全部家庭:60。
為了擴大廣告收入，TV北海道在東京都及大阪市亦設有分公司:44-45。2010年，TV北海道在福岡市設立了分公司，以開拓九州市場:37。

## 節目
TV北海道在開播當天播出的《北海道是管弦樂》（北海道はオーケストラ）是一個由21首歌曲組成的音樂會節目，由札幌交響樂團演奏。該節目獲得了民放聯賞的電視娛樂節目部門賞:17。1992年，TV北海道的開播3週年特別節目《北海道電影圖鑑》（北海道キネマ図鑑）獲得4.8%的收視率，創下當時TVh盃（後述）以外的自製節目收視紀錄:19。該節目亦同樣獲得民放聯賞電視娛樂節目部門賞的肯定:19。1997年，TV北海道製作了開播7週年特別節目《北海道電影圖鑑 高倉健 冬之旅》（北海道キネマ図鑑 〜高倉健　冬の旅〜），也是《北海道電影圖鑑》的第四部作品。該節目是高倉健時隔12年再次出演民營電視台的節目，不僅成功在日本全國播出，還獲得了10.8%的高收視率:23。1998年，TV北海道轉播YOSAKOI索朗祭，獲得了12.3%的高收視率:24。2002年，TV北海道更實現直播YOSAKOI索朗祭，收視率亦提高至15.4%:29。
1995年全日空857號班機劫機事件時，TV北海道是最早播出警官隊突入飛機內消息的電視台:22。2000年有珠山噴發時，TV北海道亦播出了新聞特別節目:28。2002年，TV北海道開始播出經濟新聞節目《經濟導航北海道》，專注報道北海道內的企業動態:29。2007年，TV北海道對新聞攝影棚進行了開播以來最大規模的改裝升級，令攝影棚和副控室更具一體感:34。現在TV北海道在每週一至週五傍晚17時播出25分的帶狀新聞節目《5時導航〜TVh道新新聞〜》。TV北海道還在每週六上午11時播出資訊節目《スイッチン！》，介紹札幌市及其附近地區的實用資訊。
自1990年開始，TV北海道每年舉辦TVh盃跳台滑雪大會，並轉播比賽實況。2014年索契冬奧會銀牌得主葛西紀明是第一屆TVh盃少年組的冠軍:18。2000年10月21日，TV北海道轉播的北海道札幌岡薩多對湘南比馬，決定札幌能否升級至J1的比賽獲得了14.8%的高收視率:28。伴隨職棒球隊火腿鬥士搬遷至北海道，TV北海道在2003年首次轉播日本職棒比賽:31。2015年5月22日，TV北海道轉播的火腿鬥士對橫濱海灣之星的比賽獲得23%的平均收視率，創下TV北海道棒球轉播的收視率記錄:40。

## 外部連結
- TVh テレビ北海道 （页面存档备份，存于）
- TVhテレビ北海道的X（前Twitter）
- TV北海道的官方YouTube頻道 （页面存档备份，存于）